# 脳低温療法
脳低温療法（のうていおんりょうほう）とは、脳が障害を受けた際に脳の障害がそれ以上進行することを防止するため、体温を低く保つ治療法のことで、人為的に低体温症を引き起こさせるものである。低体温法ともいう。近年は体温管理療法と呼ばれるようになってきている。

## 概要
通常、脳が重大な障害を受けた際には脳組織に浮腫が起こるほか、カテコールアミンやフリーラジカルなどが放出され、進行的に組織が破壊されていく。救急の脳障害においては、この進行的な脳組織の破壊を抑制することで救命率・機能予後の向上が見込まれ、またそれを抑制することが重要な課題となっている。
体温を35度以下に下げようとすると、通常は、全身の筋肉の収縮を繰り返して冷えすぎた体を元に押し戻そうとする、シバリングという生体防御反応が起こり、放っておくと患者は体力を消耗しきってしまう。そこで、脳低温療法では、まず全身麻酔薬、筋弛緩薬等を患者に投与した後に、水冷式ブランケットなどを用いて患者の体温を31-33℃程度に下げることで、代謝機能を低下させて、脳内での有害な反応の進行速度を抑え、組織障害の進行を抑制している。頭部外傷のほか脳出血・クモ膜下出血・蘇生後脳症などに適応がある。
一般的に極度の低体温症では、心肺活動が停止したり意識喪失が起こるが、本療法ではそこまで体温を低下させず、軽い意識低下や心拍数の減少を招く程度であるが、寸秒を争う救急医療では、わずかな違いでも予後に格段の差となって現れる。
同療法は、問題発生（事故による負傷や発症）から6時間以内に行われるものとされる。また同療法と並行して外科的な措置や投薬といったさまざまな治療法が行われるものとされる。
かなり古い時代から脳を冷やす効果は知られていたが、体温を低下させることによって免疫力が低下するため、いわゆる風邪をひきやすい状態を招いて感染症を引き起こすリスクを高めるといったさまざまな問題が発生するため、「脳にはよくても体には悪い治療法」などといわれることもある。1990年代に実用化に漕ぎつけるまでには、さまざまな苦労と試行錯誤があった。
新生児低酸素性虚血性脳症に対する治療としても用いられる。